# Новодомосейкинский сельсовет
Новодомосейкинский сельсовет — сельское поселение в Северном районе Оренбургской области Российской Федерации.
Административный центр — село Новодомосейкино.

## История
Статус и границы сельского поселения установлены Законом Оренбургской области от 2 сентября 2004 года № 1424/211-III-ОЗ «О наделении муниципальных образований Оренбургской области статусом муниципального района, городского округа, городского поселения, установлении и изменении границ муниципальных образований».

## Население
| 2010 | 2012 | 2013 | 2014 | 2015 | 2016 | 2017 |
| ---- | ---- | ---- | ---- | ---- | ---- | ---- |
| 345  | ↘334 | ↘313 | ↗536 | ↘506 | ↘496 | ↘488 |
| 2018 | 2019 | 2020 | 2021 |      |      |      |
| ↘475 | ↘463 | ↘451 | ↘438 |      |      |      |

## Состав сельского поселения
| № | Населённый пункт       | Тип населённого пункта       | Население |
| - | ---------------------- | ---------------------------- | --------- |
| 1 | Жмакино                | деревня                      | 86        |
| 2 | Зубаревка              | деревня                      | 2         |
| 3 | Камыш                  | посёлок                      | 16        |
| 4 | Кирсановка             | деревня                      | 10        |
| 5 | Новодомосейкино        | село, административный центр | 160       |
| 6 | Новониколаевка         | деревня                      | 97        |
| 7 | Семыкино               | деревня                      | 0         |
| 8 | Староверово-Васильевка | деревня                      | 78        |
| 9 | Яковлево               | село                         | 183       |

### Упразднённые населённые пункты
Ружеевка — упразднённая в 2001 году деревня.